# Ганс Бенкер
Ганс Бенкер (нім. Hans Benker; 21 лютого 1917, Бохум — 2 січня 1944, Атлантичний океан) — німецький офіцер-підводник, капітан-лейтенант крігсмаріне. Кавалер Німецького хреста в золоті.

## Біографія
3 квітня 1936 року вступив в крігсмаріне. Після проходження тривалого навчання в грудні 1940 року призначений 2-м вахтовим офіцером підводного човна U-75. В травні-липні 1941 року пройшов курс командира човна. З 22 липня по 30 вересня 1941 року — командир U-152, з 6 жовтня 1941 по 4 травня 1942 року — U-80, з 4 червня 1942 року — U-625, на якому здійснив 9 походів (224 дні в морі)
2 січня 1944 року човен був атакований двома британськими бомбардувальниками «Ліберейтор». Бенкер наказав занурюватись, проте люк містка не закрився герметично і в човен почала прибувати вода, оскільки Бенкер забув забрати кабель пристрою для виявлення радарів Naxos, тому він наказав скасувати занурення і разом з іншим членом екіпажу виліз назовні, щоб забрати кабель. Команда не взяла до уваги наказ про скасування занурення і Бенкер з іншим моряком потонули.
Всього за час бойових дій потопив 5 кораблів загальною водотоннажністю 19 880 тонн.
| Дата              | Назва корабля                     | Тип                  | Тоннаж | Вантаж                                                            | Екіпаж | Загинули | Країна             | Конвой |
| ----------------- | --------------------------------- | -------------------- | ------ | ----------------------------------------------------------------- | ------ | -------- | ------------------ | ------ |
| 6 листопада 1942  | Chulmleigh                        | Торговий пароплав    | 5,445  | Урядові вантажі                                                   | 58     | 45       | Британська імперія |        |
| 6 листопада 1942  | Empire Sky                        | Торговий пароплав    | 7,455  | Урядові вантажі, включаючи боєприпаси і літаки як палубні вантажі | 60     | 60       | Британська імперія |        |
| 23 листопада 1942 | Goolistan                         | Торговий пароплав    | 5,851  | Деревина та целюлоза                                              | 52     | 52       | Британська імперія | QP-15  |
| 25 липня 1943     | Т-904 (№ 58) (підірвався на міні) | Військовий траулер   | 557    |                                                                   | 45     | 10       | СРСР               |        |
| 25 серпня 1943    | АСО-1 Шквал (підірвався на міні)  | Рятувальний пароплав | 572    |                                                                   | 52     | 47       | СРСР               |        |

## Звання
- Кандидат в офіцери (3 квітня 1936)
- Морський кадет (10 вересня 1936)
- Фенріх-цур-зее (1 травня 1937)
- Оберфенріх-цур-зее (1 липня 1938)
- Лейтенант-цур-зее (1 жовтня 1938)
- Оберлейтенант-цур-зее (1 жовтня 1940)
- Капітан-лейтенант (1 лютого 1943)

## Нагороди
- Залізний хрест
  - 2-го класу (13 травня 1941)
  - 1-го класу (30 листопада 192)
- Нагрудний знак підводника (30 листопада 1942)
- Німецький хрест в золоті (31 грудня 1943)